# Hekuran Kryeziu
Hekuran Kryeziu (Küssnacht am Rigi, 12 febbraio 1993) è un ex calciatore svizzero naturalizzato kosovaro, di ruolo centrocampista.

## Carriera

### Club
Cresciuto nelle giovanili del Lucerna, squadra con la quale ha fatto il suo debutto nella Super League svizzera nel 2011.

### Nazionale
Dopo numerose presenze con le varie nazionali giovanili svizzere, nel 2016 ha esordito nella nazionale maggiore kosovara.

## Statistiche

### Presenze e reti nei club
Statistiche aggiornate al 5 settembre 2016.
| Stagione          | Squadra           | Campionato        | Campionato | Campionato | Coppe nazionali | Coppe nazionali | Coppe nazionali | Coppe continentali | Coppe continentali | Coppe continentali | Altre coppe | Altre coppe | Altre coppe | Totale | Totale |
| Stagione          | Squadra           | Comp              | Pres       | Reti       | Comp            | Pres            | Reti            | Comp               | Pres               | Reti               | Comp        | Pres        | Reti        | Pres   | Reti   |
| ----------------- | ----------------- | ----------------- | ---------- | ---------- | --------------- | --------------- | --------------- | ------------------ | ------------------ | ------------------ | ----------- | ----------- | ----------- | ------ | ------ |
| 2010-gen. 2011    | Lucerna II        | 2Li               | 10         | 0          | -               | -               | -               | -                  | -                  | -                  | -           | -           | -           | 10     | 0      |
| gen.-giu. 2011    | Lucerna           | SL                | 1          | 0          | CS              | 0               | 0               | -                  | -                  | -                  | -           | -           | -           | 1      | 0      |
| 2011-gen. 2012    | Lucerna           | SL                | 16         | 0          | CS              | 4               | 0               | -                  | -                  | -                  | -           | -           | -           | 20     | 0      |
| gen.-giu. 2012    | Lucerna II        | 2Li               | 18         | 1          | -               | -               | -               | -                  | -                  | -                  | -           | -           | -           | 18     | 1      |
| Totale Lucerna II | Totale Lucerna II | Totale Lucerna II | 28         | 1          |                 | -               | -               |                    | -                  | -                  |             | -           | -           | 28     | 1      |
| 2012-2013         | Lucerna           | SL                | 17         | 0          | CS              | 0               | 0               | UEL                | 1                  | 0                  | -           | -           | -           | 18     | 0      |
| 2013-2014         | Lucerna           | SL                | 10         | 0          | CS              | 0               | 0               | -                  | -                  | -                  | -           | -           | -           | 10     | 0      |
| 2014-2015         | Vaduz             | SL                | 25         | 0          | CS+CL           | 0+3             | 0               | UEL                | 2                  | 0                  | -           | -           | -           | 30     | 0      |
| 2015-2016         | Lucerna           | SL                | 27         | 1          | CS              | 3               | 0               | -                  | -                  | -                  | -           | -           | -           | 30     | 1      |
| 2016-2017         | Lucerna           | SL                | 5          | 0          | CS              | 0               | 0               | UEL                | 1                  | 0                  | -           | -           | -           | 6      | 0      |
| Totale Lucerna    | Totale Lucerna    | Totale Lucerna    | 76         | 1          |                 | 7               | 0               |                    | 2                  | 0                  |             | -           | -           | 85     | 1      |
| Totale carriera   | Totale carriera   | Totale carriera   | 129        | 2          |                 | 10              | 0               |                    | 4                  | 0                  |             | -           | -           | 143    | 2      |

### Cronologia presenze e reti in nazionale
| Cronologia completa delle presenze e delle reti in nazionale ― Kosovo | Cronologia completa delle presenze e delle reti in nazionale ― Kosovo | Cronologia completa delle presenze e delle reti in nazionale ― Kosovo | Cronologia completa delle presenze e delle reti in nazionale ― Kosovo | Cronologia completa delle presenze e delle reti in nazionale ― Kosovo | Cronologia completa delle presenze e delle reti in nazionale ― Kosovo | Cronologia completa delle presenze e delle reti in nazionale ― Kosovo | Cronologia completa delle presenze e delle reti in nazionale ― Kosovo |
| Data                                                                  | Città                                                                 | In casa                                                               | Risultato                                                             | Ospiti                                                                | Competizione                                                          | Reti                                                                  | Note                                                                  |
| --------------------------------------------------------------------- | --------------------------------------------------------------------- | --------------------------------------------------------------------- | --------------------------------------------------------------------- | --------------------------------------------------------------------- | --------------------------------------------------------------------- | --------------------------------------------------------------------- | --------------------------------------------------------------------- |
| 3-6-2016                                                              | Francoforte                                                           | Fær Øer                                                               | 0 – 2                                                                 | Kosovo                                                                | Amichevole                                                            | -                                                                     |                                                                       |
| 5-9-2016                                                              | Turku                                                                 | Finlandia                                                             | 1 – 1                                                                 | Kosovo                                                                | Qual. Mondiali 2018                                                   | -                                                                     | 83’                                                                   |
| 6-10-2016                                                             | Scutari                                                               | Kosovo                                                                | 0 – 6                                                                 | Croazia                                                               | Qual. Mondiali 2018                                                   | -                                                                     |                                                                       |
| 9-10-2016                                                             | Cracovia                                                              | Ucraina                                                               | 3 – 0                                                                 | Kosovo                                                                | Qual. Mondiali 2018                                                   | -                                                                     | 82’                                                                   |
| 24-3-2017                                                             | Scutari                                                               | Kosovo                                                                | 1 – 2                                                                 | Islanda                                                               | Qual. Mondiali 2018                                                   | -                                                                     | 59’                                                                   |
| 11-6-2017                                                             | Scutari                                                               | Kosovo                                                                | 1 – 4                                                                 | Turchia                                                               | Qual. Mondiali 2018                                                   | -                                                                     |                                                                       |
| 2-9-2017                                                              | Zagabria                                                              | Croazia                                                               | 1 – 0                                                                 | Kosovo                                                                | Qual. Mondiali 2018                                                   | -                                                                     |                                                                       |
| 5-9-2017                                                              | Scutari                                                               | Kosovo                                                                | 0 – 1                                                                 | Finlandia                                                             | Qual. Mondiali 2018                                                   | -                                                                     |                                                                       |
| 6-10-2017                                                             | Scutari                                                               | Kosovo                                                                | 0 – 2                                                                 | Ucraina                                                               | Qual. Mondiali 2018                                                   | -                                                                     | 45’ 62’                                                               |
| 13-11-2017                                                            | Kosovska Mitrovica                                                    | Kosovo                                                                | 4 – 3                                                                 | Lettonia                                                              | Amichevole                                                            | -                                                                     |                                                                       |
| 24-3-2018                                                             | Franconville                                                          | Kosovo                                                                | 1 – 0                                                                 | Madagascar                                                            | Amichevole                                                            | -                                                                     |                                                                       |
| 27-3-2018                                                             | Franconville                                                          | Kosovo                                                                | 2 – 0                                                                 | Burkina Faso                                                          | Amichevole                                                            | -                                                                     |                                                                       |
| 7-9-2018                                                              | Baku                                                                  | Azerbaigian                                                           | 0 – 0                                                                 | Kosovo                                                                | UEFA Nations League 2018-2019 - 1º Turno                              | -                                                                     |                                                                       |
| 10-9-2018                                                             | Pristina                                                              | Kosovo                                                                | 2 – 0                                                                 | Fær Øer                                                               | UEFA Nations League 2018-2019 - 1º Turno                              | -                                                                     | 82’                                                                   |
| 11-10-2018                                                            | Pristina                                                              | Kosovo                                                                | 3 – 1                                                                 | Malta                                                                 | UEFA Nations League 2018-2019 - 1º turno                              | -                                                                     | 70’                                                                   |
| 17-11-2018                                                            | Ta' Qali                                                              | Malta                                                                 | 0 – 5                                                                 | Kosovo                                                                | UEFA Nations League 2018-2019 - 1º Turno                              | -                                                                     |                                                                       |
| 20-11-2018                                                            | Pristina                                                              | Kosovo                                                                | 4 – 0                                                                 | Azerbaigian                                                           | UEFA Nations League 2018-2019 - 1º turno                              | -                                                                     |                                                                       |
| 25-3-2019                                                             | Pristina                                                              | Kosovo                                                                | 1 – 1                                                                 | Bulgaria                                                              | Qual. Euro 2020                                                       | -                                                                     | cap. 71’                                                              |
| 3-9-2020                                                              | Parma                                                                 | Moldavia                                                              | 1 – 1                                                                 | Kosovo                                                                | UEFA Nations League 2020-2021 - 1º turno                              | -                                                                     |                                                                       |
| 11-11-2020                                                            | Elbasan                                                               | Albania                                                               | 2 – 1                                                                 | Kosovo                                                                | Amichevole                                                            | -                                                                     | 46’                                                                   |
| 15-11-2020                                                            | Lubiana                                                               | Slovenia                                                              | 2 – 1                                                                 | Kosovo                                                                | UEFA Nations League 2020-2021 - 1º turno                              | -                                                                     | 71’                                                                   |
| 18-11-2020                                                            | Pristina                                                              | Kosovo                                                                | 1 – 0                                                                 | Moldavia                                                              | UEFA Nations League 2020-2021 - 1º turno                              | -                                                                     | 83’                                                                   |
| 24-3-2021                                                             | Pristina                                                              | Kosovo                                                                | 4 – 0                                                                 | Lituania                                                              | Amichevole                                                            | -                                                                     |                                                                       |
| 28-3-2021                                                             | Pristina                                                              | Kosovo                                                                | 0 – 3                                                                 | Svezia                                                                | Qual. Mondiali 2022                                                   | -                                                                     | 9’                                                                    |
| 31-3-2021                                                             | Siviglia                                                              | Spagna                                                                | 3 – 1                                                                 | Kosovo                                                                | Qual. Mondiali 2022                                                   | -                                                                     | 49’                                                                   |
| 1-6-2021                                                              | Pristina                                                              | Kosovo                                                                | 4 – 1                                                                 | San Marino                                                            | Amichevole                                                            | -                                                                     | 70’                                                                   |
| 4-6-2021                                                              | Klagenfurt am Wörthersee                                              | Kosovo                                                                | 2 – 1                                                                 | Malta                                                                 | Amichevole                                                            | -                                                                     | 45’ 72’                                                               |
| 29-3-2022                                                             | Zurigo                                                                | Svizzera                                                              | 1 – 1                                                                 | Kosovo                                                                | Amichevole                                                            | -                                                                     |                                                                       |
| 28-3-2023                                                             | Pristina                                                              | Kosovo                                                                | 1 – 1                                                                 | Andorra                                                               | Qual. Euro 2024                                                       | -                                                                     | 23’ 46’                                                               |
| 16-6-2023                                                             | Pristina                                                              | Kosovo                                                                | 0 – 0                                                                 | Romania                                                               | Qual. Euro 2024                                                       | -                                                                     | 73’ 85’                                                               |
| 19-6-2023                                                             | Budapest                                                              | Bielorussia                                                           | 2 – 1                                                                 | Kosovo                                                                | Qual. Euro 2024                                                       | -                                                                     | 53’ 90’                                                               |
| Totale                                                                |                                                                       | Presenze                                                              | 31                                                                    |                                                                       | Reti                                                                  | 0                                                                     |                                                                       |

## Palmarès

### Club

#### Competizioni nazionali
- Coppa del Liechtenstein: 1

Vaduz: 2014-2015